# Chin Un-suk
Chin Un-suk (* 1961 in Seoul, Südkorea) ist eine südkoreanische Komponistin Klassischer Musik. Sie studierte in Seoul und Hamburg und lebt heute in Berlin.

## Biografie
Chin Un-suk studierte Komposition bei Kang Suk-hi an der Seoul National University sowie von 1985 bis 1988 als DAAD-Stipendiatin bei György Ligeti an der Hochschule für Musik und Darstellende Kunst in Hamburg.
1984 gewann Chin Un-suk erste internationale Preise. Während ihres Studiums bei Ligeti aber kam es zu einer dreijährigen Schaffenspause, da ihr Lehrer die vorher entstandenen, im postseriellen Stil verfassten Werke als überholt abtat. 1988 siedelte Chin Un-suk nach Berlin über und arbeitete dort jahrelang als freischaffende Komponistin im Tonstudio der Technischen Universität Berlin, in dem sie sieben Stücke realisierte. Das erste größere Orchesterwerk, Troerinnen, wurde 1990 vom Philharmonischen Orchester Bergen uraufgeführt. 1991 entstand ihr Durchbruchswerk Akrostichon-Wortspiel im Auftrag des Nieuw Ensemble; seither wurde das Werk in mehr als 20 Ländern in Europa, Asien und Nordamerika aufgeführt. 1994 begann mit Fantaisie mécanique ihre Zusammenarbeit mit der Pariser Neue-Musik-Gruppe Ensemble intercontemporain, die zu mehreren Aufträgen führte. Seit 1995 wird sie exklusiv vom Verlag Boosey & Hawkes verlegt. 1999 begann mit Miroirs des temps eine künstlerische Zusammenarbeit mit dem Dirigenten Kent Nagano, der bislang sechs ihrer Werke uraufführte.
Chins Violinkonzert, für das sie 2004 den Grawemeyer Award erhielt, wurde 2002 in Berlin mit Viviane Hagner als Solistin uraufgeführt. Seither wurde das Stück in vierzehn Ländern in Europa, Asien und Nordamerika gespielt, unter anderem von Christian Tetzlaff, den Berliner Philharmonikern und Simon Rattle in der Berliner Philharmonie.
Chin war Composer-in-Residence unter anderem beim Lucerne Festival im Jahre 2014, bei der Philharmonie Essen, beim Acht-Brücken-Festival der Kölner Philharmonie, beim Tonsätterfestival des Konserthuset, sowie beim Deutschen Symphonie-Orchester Berlin. 2006 wurde sie auf Einladung von Chung Myung-whun Composer-in-Residence beim Philharmonischen Orchester Seoul, bei dem sie im gleichen Jahr eine Neue Musik-Reihe gründete, in deren Rahmen seitdem 170 zentrale Werke der Klassischen Moderne und der zeitgenössischen Musik von Claude Debussy bis Helmut Lachenmann ihre koreanische Premiere erhielten. 2016 wurde sie Artistic Advisor des Seoul Philharmonic Orchestra. Seit 2011 leitet sie auf Einladung von Esa-Pekka Salonen die Music of Today-Reihe des Philharmonia Orchestra in London. In der Saison 2019/2020 war Chin Composer in residence beim NDR Elbphilharmonie Orchester Hamburg. 2019 wurde Chin in die Freie Akademie der Künste in Hamburg aufgenommen.
Im Juni 2007 wurde Chins erste Oper Alice in Wonderland an der Bayerischen Staatsoper uraufgeführt und bei einer internationalen Kritikerumfrage des Fachzeitschrift Opernwelt zur „Uraufführung des Jahres“ gewählt.

## Werke
Chin Un-suk lehnt es strikt ab, ihre Musik als einer bestimmten Kultur, z. B. der koreanischen, zugehörig zu verstehen. Als persönlich wichtige Komponisten der Moderne nennt sie insbesondere Béla Bartók, Igor Strawinsky, Claude Debussy, Anton Webern und György Ligeti. Als wichtige Einflüsse nennt Chin ihre Arbeit mit elektronischer Musik sowie die Gamelanmusik, mit der sie sich bei ihren Aufenthalten auf Bali beschäftigte. Die Klangfarben, so zum Beispiel die schlagzeugdominierte Instrumentation ihrer Orchesterwerke, lässt sich vielleicht mit der Zuneigung Chins zur Gamelanmusik erklären. Unverkennbar ist aber auch die Bedeutung der europäischen Avantgarde, deren Techniken Chin selektiv einsetzt.
Im Orchesterwerk Miroirs des temps hat Chin sich mit mittelalterlicher Musik beschäftigt. Dabei ging es nicht um stilistische Anleihen, sondern um die Übernahme einiger komplexer kompositorischer Verfahren von Komponisten wie Guillaume de Machaut oder Johannes Ciconia, von Techniken wie musikalischen Palindromen oder Krebskanons. Im 3. Satz Mon fin est mon commencement, Mon commencement est ma fin werden die kanonischen Formen bis zur 14-Stimmigkeit erweitert.
Kennzeichnend für Chins Musik ist eine Faszination für Virtuosität, die in den instrumentalen und sängerischen Herausforderungen ihrer Werke zum Ausdruck kommen. Diese herrscht auch in Tonbandstücken wie dem Gradus ad infinitum für 8 Klaviere vor. Chin lehnt eine schroffe Unterscheidung von elektronischer Musik und instrumentaler Musik ab. „Als Ausgangsmaterial verwendet sie Klänge von Musikinstrumenten oder solche, die auch zu einem erweiterten Perkussionsapparat gehören könnten, zum Beispiel Uhrengeräusche, Papierrascheln oder fallende Wassertropfen. (…) Ihr Aktionsfeld bezieht sich, auch wenn sie elektronisch arbeitet, auf einen anderen Bereich, auf den traditionellen Klangraum der klassisch-romantischen Musik. Mit diesem Apparat jedoch entwickelt die Komponistin einen musikalischen Kosmos, der sich von den traditionellen Bindungen in vieler Hinsicht gelöst hat. Er basiert auf mathematischen Verfahren sowie kontrapunktischen und seriellen Techniken und Collage-Prinzipien, die der jeweiligen kompositorischen Idee folgend ausgewählt und durchgeführt werden.“ (Hanno Ehrler)
Eine vorherrschende Facette ihrer Vokalwerke ist die Lust an Experimenten und am Spielerischen; die Texte basieren oft auf experimenteller Poesie, manchmal sind sie auch selbstreferenziell. Chin hat z. B. Dichter wie Inger Christensen, Gerhard Rühm und Unica Zürn vertont, und der Titel von Cantatrix Sopranica ist einer Nonsense-Abhandlung von Georges Perec entlehnt.
Eine sprachspielerische Facette kommt auch in Chins Oper Alice in Wonderland deutlich zum Ausdruck. In Lewis Carrolls Klassiker hat Chin weniger die Märchenthematik – „eine Illusion wäre es, in ihnen Märchengeschichten sehen zu wollen“ – als die „verdrehte Logik, der ein ‚anderes‘ physikalisches Gesetz zugrunde liegt“, fasziniert. In bestimmten Szenen dieser Oper kommt ein Stilpluralismus zum Ausdruck, den man sonst so nicht in Chins Musik findet. Die Komponistin weist darauf hin, dass es sich dabei – in Korrespondenz mit Lewis Carrolls Wortspielen und Verballhornungen – um musikalische Parodien handelt. Sie erklärt die abweichende Tonsprache der Oper auch damit, dass die Hauptrolle ein Kind darstellt.
In einigen Vokal- und Instrumentalwerken Chins kommen theatralische Aktionen zum Vorschein, so etwa in Allegro ma non troppo für Schlagzeug und Tonband, in Double Bind? für Violine und Elektronik sowie in Cantatrix Sopranica für Stimmen und Ensemble.

## Zitate
„Meine Musik ist das Abbild meiner Träume. Die Visionen von immensem Licht und von unwahrscheinlicher Farbenpracht, die ich in allen meinen Träumen erblicke, versuche ich in meiner Musik darzustellen als ein Spiel von Licht und Farben, die durch den Raum fließen und gleichzeitig eine plastische Klangskulptur bilden, deren Schönheit sehr abstrakt und auch distanziert ist, aber gerade dadurch unmittelbar die Gefühle anspricht und Freude und Wärme vermittelt.“

## Pressestimmen
„Die Werke lassen sich schwerlich aktuellen stilistischen Phänomenen oder ästhetischen Richtungen zuordnen. Die Isolation der Komponistin, ihre Distanz zur Neuen-Musik-Szene, spiegelt sich in einem sehr eigenwilligen musikalischen Kosmos. Schlagwortartig kann er kaum erfaßt werden. (…) Schließlich führt auch der Versuch ins Leere, Chins Musik als eine irgendwie koreanische oder koreanisch beeinflußte zu katalogisieren. Landes- und Kulturgrenzen sind kaum noch geeignete Kriterien, um die Eigenart einer bestimmten Musik zu beschreiben. Zeitgenössische Kompositionen messen sich vielmehr am allgemein und weltweit verfügbaren Stand der technischen Mittel und der ästhetischen Diskussion. Mit Recht hat sich daher Chin Un-suk ausdrücklich dagegen verwahrt, ihre Musik als eine koreanische zu bezeichnen.“ (Hanno Ehrler)
„Chin has created her own sonic wonderland with the orchestra. She has always shown a fascination with puzzles and strange, intricate, interlocking structures that give her music a kind of M.C. Escher-like eccentricity.“ (Mark Swed, Los Angeles Times)
„Das Violinkonzert als Synthese europäischer und fernöstlicher Musik zu beschreiben, bliebe zu abstrakt und sagte nichts aus. (…) Denn Chin Un-suk ist von Kind an auch mit europäischer Musik aufgewachsen. Sie ist ihr selbstverständlicher als manchem, der vom Alten Kontinent stammt. Das Violinkonzert ist die individuelle Leistung eines höchst sensiblen Künstlertums, das aus einem reichen Fundus an Erfahrung und Neugier, Experiment und Methodik schöpft.“ (Habakuk Traber)
„Chins Musik besitzt etwas sehr Seltenes: einen Wohlklang, der sich umstandslos auch ein größeres Publikum geneigt macht, ohne sich anzubiedern. Das sanfte, scheinbar ziellose Schweben in der Zeit, das die meisten Stücke Chins prägt, findet auch zu Brüchen, Kanten; die Klänge, so ziseliert und kostbar geschliffen sie scheinen, sind nicht von widerspruchsloser Glätte, in ihrer Biegsamkeit blitzen auch Momente von harter, elementarer Expressivität auf, sind treibender Untergrund dieser Musik.“ (Martin Wilkening, Frankfurter Allgemeine Zeitung)
„Her Violin Concerto (…) is complex and fiendishly difficult to play and to hear. It also happens to be the first truly great work of this millennium.“ (Alan Rich, LA Weekly)
„Die Musik von Alice in Wonderland zeugt von der überragenden Klangfantasie der Komponistin, die die engen Grenzen der Avantgardemusik hinter sich gelassen hat. Was sie notiert hat, ist vom Feinsten und Kraftvollsten in nicht erlahmender musikalischer Plastizität… Chins synästhetischer Sinn für Farbe und Aroma der Musik ist phänomenal, ebenso ihr Gespür für flirrende Steigerungen, für instrumentale Überraschungen und virtuose Sondereinlagen, die immer wieder mit einzelnen Figuren der Geschichte verknüpft sind.“ (Wolfgang Schreiber, Opernwelt)

## Werkverzeichnis (Auswahl)
- Troerinnen (1986) für 3 Soprane, Frauenchor und Orchester, nach Euripides (rev. 1990)
- Gradus ad Infinitum für 8 Klaviere (1989/1990) für Tonband
- Akrostichon-Wortspiel (1991/93) für Sopran und Ensemble
- Fantaisie mécanique (1994/1997) für Trompete, Posaune, zwei Schlagzeuger und Klavier
- Etüden für Klavier (1995-)
- ParaMetaString (1995) für Streichquartett und Elektronik
- Klavierkonzert (1996–1997)
- Xi (1998) für Ensemble und Elektronik
- Miroirs des temps (1999/2000) für 4 Sänger und Orchester
- Kalá (2000-01) für Sopran, Bass, gemischten Chor und Orchester
- Violinkonzert (2001)
- Doppelkonzert für Klavier, Schlagzeug und Ensemble (2002)
- snagS&Snarls für Sopran und Orchester (2004)
- Scenes from Alice in Wonderland für Sopran, Mezzosopran und Orchester (2004-07/2010-11)
- Cantatrix Sopranica für 3 Gesangssolisten und Ensemble (2005)
- Double Bind? für Violine und Live-Elektronik (2006-7)
- Alice in Wonderland (Oper; 2004–2007, uraufgeführt von der Bayerischen Staatsoper unter der Leitung von Kent Nagano zur Eröffnung der Münchner Opernfestspiele)
- Rocaná für Orchester (2008, uraufgeführt vom Orchestre symphonique de Montréal unter Kent Nagano)
- Konzert für Violoncello und Orchester (2008-9, uraufgeführt bei den Proms von Alban Gerhardt, Ilan Volkov und dem BBC Scottish Symphony Orchestra)
- Šu für Sheng und Orchester (2009, uraufgeführt vom Los Angeles Philharmonic unter Gustavo Dudamel)
- Gougalōn. Scenes from a Street Theater for Ensemble (2009/2011)
- Fanfare chimérique für zwei räumlich positionierte Bläserensembles und Live-Elektronik (2010–2011)
- cosmigimmicks. A musical pantomime for seven instrumentalists (2012)
- Graffiti for chamber orchestra (2013, uraufgeführt vom Los Angeles Philharmonic unter Gustavo Dudamel)
- Clarinet Concerto (2014, ein Auftragswerk von Göteborger Symphoniker, WDR Sinfonieorchester, New Yorker Philharmoniker, Philharmonia Orchestra und Orquestra Simfònica de Barcelona i Nacional de Catalunya)
- Mannequin – Tableaux vivants for orchestra (2014, ein Auftragswerk von Southbank Centre, Boston Symphony Orchestra, Dänischem Radio-Sinfonieorchester und Melbourne Symphony Orchestra)
- Le silence des Sirènes (2014, uraufgeführt von Barbara Hannigan sowie dem Lucerne Festival Academy Orchestra unter der Leitung von Simon Rattle)
- Le Chant des Enfants des Étoiles for mixed choir, children's choir, organ and orchestra (2016, uraufgeführt von Chung Myung-whun sowie dem Philharmonischen Orchester Seoul)
- Chorós Chordón for orchestra (2017, uraufgeführt von Simon Rattle und den Berliner Philharmonikern)
- Die dunkle Seite des Mondes (Oper, Auftragswerk der Hamburgischen Staatsoper,  uraufgeführt am 18. Mai 2025 unter der Leitung von Kent Nagano)

## Tonträger
- Akrostichon–Wortspiel and other works. Ensemble intercontemporain. Deutsche Grammophon, 2005
- Rocaná/Violin Concerto. Viviane Hagner, Kent Nagano, Orchestre symphonique de Montréal. Analekta, 2009
- Cantatrix Sopranica. musikFabrik. In: Sprechgesänge – Speech Songs. Wergo, 2010
- Xi and other works. (Neuauflage von Akrostichon-Wortspiel and other works) Ensemble intercontemporain. Kairos, 2011.
- Six Piano Etudes. Mei Yi Foo. In: Musical Toys. Odradek Records, 2012
- cosmigimmicks. In: „Dokumentation Wittener Tage für neue Kammermusik 2013“. Celso Antunes, Nieuw Ensemble. CD. WDR, 2013
- Gougalōn. In: „Contact! 2012–13 season“. Alan Gilbert, New Yorker Philharmoniker. Mp3-CD. New York Philharmonic Records, 2013
- Three Concertos. Chung Myung-whun, Alban Gerhardt, Sunwook Kim, Wu wei, Philharmonisches Orchester Seoul. CD. Deutsche Grammophon, 2014
- Advice from a Caterpillar (2007) Fie Schouten: Ladder of Escape ATT2014140, 2014[18]

## Auszeichnungen
- 1984 International Rostrum of Composers der UNESCO für das Kammermusikwerk Gestalten
- 1985 Kompositionspreis der Stiftung Gaudeamus für Spektra
- 1993 1. Preis beim Contest for Orchestra Works to Commemorate the Semicentennial for the Tokyo Governement.
- 1997 1. Preis für zeitgenössische Klaviermusik beim Concours International de Piano d’Orléans für die Klavieretüden 2–4
- 1999 1. Preis beim Concours Internationaux de Musique et d’Art Sonore Electroacoustiques de Bourges für Xi
- 2004 Grawemeyer Award für Violinkonzert
- 2005 Arnold-Schönberg-Preis
- 2007 Heidelberger Künstlerinnenpreis
- 2010 Preis für musikalische Komposition der Stiftung Fürst Pierre von Monaco für Gougalōn
- 2012 Ho-Am-Preis
- 2017 Wihuri-Sibelius-Preis
- 2019 Hamburger Bach-Preis
- 2021 Mitglied der American Academy of Arts and Letters
- 2021 Léonie-Sonning-Musikpreis
- 2024 Ernst von Siemens Musikpreis[19][20]

## Bildträger
- Chin Un-suk: Alice in Wonderland. Bayerische Staatsoper, Kent Nagano. Unitel Classica, 2008.

### Monographien
- Stefan Drees (Hrsg.): Im Spiegel der Zeit. Die Komponistin Unsuk Chin. Schott (Mainz) 2011, ISBN 978-3-7957-0760-6.
- Roche Commissions Unsuk Chin – 2014. Beiträge von Hanno Ehrler, Habakuk Traber, Bálint András Varga, Hartmut Lück, Stefan Drees und Unsuk Chin. Basel, 2014.

### Weitere Literatur
- Frank Harders-Wuthenow: Unsuk Chin. In: Annette Kreuziger-Herr, Melanie Unseld (Hrsg.): Lexikon Musik und Gender. Kassel u. a. 2010.
- Heekyung Lee (Hrsg.): 현대음악의 즐거움 : 서울시향 '아르스 노바' 10년의 기록 – Ars Nova 2006–2016 (Freude an zeitgenössischer Musik – 10 Jahre Ars Nova. Mit Beiträgen von Heekyung Lee, Unsuk Chin, Kent Nagano, Alex Ross, Ivan Hewett, Habakuk Traber und anderen). Seoul 2017, ISBN 978-89-5916-662-6.
- Music and Literature No. 8. Mit Beiträgen über Unsuk Chins Musik von Kent Nagano, George Benjamin, Clemens J. Setz, Alex Ross, Unsuk Chin und anderen, ISBN 978-0-9888799-7-3.
- Habakuk Traber: Das Violin Concerto von Unsuk Chin. In: Positionen – Beiträge zur Neuen Musik, Heft 59.
- Bálint András Varga: Der Komponisten Mut und die Tyrannei des Geschmacks. Hofheim 2016, ISBN 978-3-95593-071-4.
- Bálint András Varga: Drei Fragen an 73 Komponisten. Regensburg 2014, ISBN 978-3-940768-42-1.